# Список втрат у боях за Харків (2022)
У статті наведено поіменні втрати у боях за Харків у лютому-вересні 2022.

## Україна

### Лютий
1. Семернін Олександр Миколайович, сержант поліції, поліцейський-водій ГУНП в Харківській області[1].
2. Громадський Олег В'ячеславович, полковник, військовослужбовець 92 ОМБр (24 лютого)[2].
3. Василевський Євгеній Євгенійович, майстер-сержант, військовослужбовець 92 ОМБр (25 лютого)[3].
4. Костенко Артем Володимирович, старший солдат 38 ЗРП (26 лютого)[4]
5. Цирульник Віталій Віталійович, капрал патрульної поліції, співробітник ТОР. (27 лютого, ДРГ)[5].
6. Андрієвський Вадим Леонідович, головний сержант 3-ї бойової групи 3-ї групи спеціального призначення Окремого загону спеціального призначення «Омега» Східного оперативно-територіального об'єднання НГУ (27 лютого, школа №134)[6].
7. Соломка Євгеній Сергійович, Солдат, курсант 218-ї групи командно-штабного факультету Національної академії Національної гвардії України (27 лютого)[7].

### Березень
1. Максимчик Володимир Володимирович, капітан, військовослужбовець 3 БрОП НГУ (1 березня)[8].
2. Береза Сергій Станіславович, майор, заступник командира батальйону з морально-психологічного забезпечення ХНУПС ім. Івана Кожедуба (1 березня)[9].
3. Тарануха Олександр Валерійович, полковник,  керівник одного з підрозділів Держспецзв'язку в Харківській області[10].
4. Монах Богдан Олегович, Курсант ХНУПС імені Івана Кожедуба (2 березня)[11].
5. Древай Герман Едуардович, Курсант ХНУПС імені Івана Кожедуба. (2 березня)[12].
6. Кобенко Дмитро Ігорович, сержант, курсант ХНУПС імені Івана Кожедуба (2 березня)[13][14].
7. Волик Максим Сергійович, Старший лейтенант поліції роти патрульної служби поліції особливого призначення «Схід» (2 березня, артобстріл)[15].
8. Клушин Олександр («Тренер»), боєць роти патрульної служби поліції особливого призначення «Схід» Національної поліції України (3 березня, ракетний обстріл)[16].
9. Котенко Валерій Андрійович, старший лейтенант поліції, слідчий відділу розслідування злочинів у сфері господарської та службової діяльності слідчого управління ГУНП в Харківській області (3 березня, артобстріл)[17].
10. Олійник Дмитро Віталійович, солдат, 92 ОМБр (4 березня)[18].
11. Кривоніс Ярослава Василівна, капітан, командир роти першого курсу курсантів ХНУПС (6 березня)[19].
12. Солошенков Костянтин Юрійович, Солдат, 17 ОТБр (10 березня)[20].
13. Тарасенко Георгій Олександрович, молодший лейтенант запасу, командир добровольчого підрозділу «Фрайкор» (25 березня)[21].
14. Поночовний Артем Леонідович, старший солдат, військовослужбовець 92 ОМБр (25 березня)[22][23].
15. Красовський Юрій Валерійович, військовослужбовець спецпідрозділу «Kraken» (25 березня, Вільхівка)[24].
16. Іванов Богдан Сергійович, військовослужбовець спецпідрозділу «Kraken» (25 березня, Вільхівка)[25].
17. Пахомов Ігор Сергійович, військовослужбовець спецпідрозділу «Kraken» (25 березня, Вільхівка)[26].
18. Алєксєєнко Олександр, боєць 15-ї резервної сотні ДУК ПС (31 березня)[27].

### Квітень
1. Бучичев Євген Миколайович, сержант, боєць 4 батальйону ДУК ПС. (1 квітня)[28].
2. Менабдішвілі Давид, боєць добровольчого батальйону «ОДЧ Карпатська Січ» (9 квітня)[29].

## Росія

### Лютий
1. Биков Сергій Сергіойвич, сержант ЗС РФ (24 лютого)[30].
2. Мухтаров Асланбек Аліханович, старший сержант Росгвардії, ймовірно 49-а окрема бригада оперативного призначення м. Владикавказ. (24 лютого, снайпер)[31][32].
3. Лєванков Іван Андрійович, лейтенант, командир взводу, 25-та омсбр (24 лютого, вбитий своїми на виїзді з Харкова при спробі врятувати цивільних)[33][34].
4. Сабанов Ахсар Харитонович, сержант, стрілок-зенітник 2-го розрахунку 1-го зенітно-ракетного взводу зенітної батареї, 429-й мотострілецький орденів Кутузова та Богдана Хмельницького полк імені Кубанського козацтва, в/ч 01860 (24 лютого)[35][36].
5. Солянинов Михайло Володимирович, прапорщик, Пермський ОМОН (25 лютого, мінометний обстріл)[37].
6. Гагієв Георгій Володимирович, капітан поліції, ймовірно 86-й спеціальний моторизований полк Росгвардії, в/ч 5561 м. Казань (25 лютого)[38].
7. Остренко Євген Геннадійович, старший лейтенант, Росгвардія (26 лютого)[39].
8. Серафімов Максим Володимирович, старший лейтенант, військовослужбовець 2-ї окремої бригади спеціального призначення (27 лютого)[40].
9. Жихарєв Олександр Миколайович, капітан, командир розвідувальної роти 2-ї ОБрСпП (27 лютого, школа №134)[41].
10. Соколов Олександр Ігорович, єфрейтор, розвідник 2-ї ОБрСпП, в/ч 64044 (27 лютого)[42].
11. Журавльов Степан Юрійович, сержант, 2-га ОБрСпП (27 лютого, школа №134)[43].
12. Шапкін Андрій Олексійович, єфрейтор, старший розвідник-кулеметник, 2-га ОБрСпП (27 лютого, біля дендропарку)[44].
13. Манюков Юрій В'ячеславович, єфрейтор, 2-га ОБрСпП (27 лютого, школа №134)[45].
14. Щебликін Роман Олександрович, рядовий, 2-га ОБрСпП (27 лютого, школа №134)[46].
15. Дзукаєв Казбек Муратович, військовослужбовець Росгвардії (28 лютого, Куп'янськ)[47][48].

### Березень
1. Ісайкін Віктор Іванович, полковник, начальник штабу 136-ї окремої гвардійської мотострілецької бригади (1 березня)[49].
2. Кузнєцов Дмитро Олегович, старший лейтенант, заступник командира роти з обзроєння, 200 ОМСБр (2 березня)[50].
3. Родіонов Михайло Олександрович, майор, ОМОН м. Владимира (3 березня, Старий Салтів)[51].
4. Савватеєв Сергій Олександрович, полковник, заступник командира СОБР управління Росгвардії по Владимирській області (3 березня, Старий Салтів)[52].
5. П'яткін Ілля Юрійович, підполковник, СОБР м. Владимира (3 березня, Старий Салтів)[53].
6. Коломін Ярослав Михайлович, прапорщик поліції, СОБР м. Владимира (3 березня, Старий Салтів)[54].
7. Селіфонов Сергій Олександрович, старший лейтенант, СОБР м. Владимира (3 березня)[55].
8. Рябов Роман, підполковник, ОМОН м. Владимира (3 березня, Старий Салтів)[56][57].
9. Ахметов Артур Олегович, рядовий, 3 МСД (4 березня)[58].
10. Софронов Дмитро Павлович, полковник, заступник командира 61-ї бригади морської піхоти (6 березня, Чугуїв)[59].
11. Норін Артем Андрійович, капітан, штурман винищувача-бомбардувальника Су-34, 47 бомбардувальний авіаційний полк 105 змішаної авіаційної дивізії 6 армії ВПС та ППО Західного ВО ЗС РФ (6 березня)[60][61].
12. Герасимов Вадим Сергійович, підполковник, командир батальйону 138-ї окремої гвардійської мотострілецької бригади (8 березня)[62][63].
13. Єрмаков Дмитро В'ячеславович, лейтенант, командир взводу мінометної батареї, 25 ОМСБр (8 березня)[64].
14. Інкін Юрій Юрійович, старший лейтенант, командир розвідувального взводу, 331-й парашутно-десантний полк (12 березня, мінометний обстріл)[65].
15. Ніколаєв Ігор Євгенович, полковник, командир 252-го гвардійського мотострілецького полку 3-ї мотострілецької дивізії (15 березня)[66].
16. Хамітов Динар Захарійович, підполковник, командир артилерійського реактивного дивізіону 200-ї ОМСБр (23 березня)[67].
17. Карпіленко Дмитро Миколайович, майор,  заступник командира батальону 5-ї окремої мотострілецької бригади «Оплот» 1 АК (25 березня)[68].
18. Єфімов Олександр Олександрович, старший лейтенант, заступник командира та інструктор з повітряно-десантної підготовки роти глибинної розвідки розвідувального батальйону 138-ї окремої мотострілецької бригади (25 березня, Мала Рогань)[69].
19. Сорокін Олег Геннадійович, старший лейтенант, заступник командира 4-ї роти з військово-політичної роботи 2-го мотострілецького батальйону 138-ї ОМСБр (26 березня, Мала Рогань)[70].
20. Кринін Олександр Едуардович, старший лейтенант, начальник штабу мотострілецького батальону, 144-та МСД (28 березня, Мала Рогань)[71].
21. Беспалов Олександр Вікторович, полковник, командир 59-го гвардійського танкового полку 144-ї мотострілецької дивізії (30 березня, Мала Рогань)[72][73].

### Квітень
1. Артем'єв Микола Аркадійович, капітан, інженер технічної частини (1 березня, підрив БТР на міні)[74].
2. Канєв Олексій Ігорович, сержант, 200 ОМСБр (3 квітня)[75].
3. Боржеєв Євген Валерійович, старший сержант, командир БМП (5 квітня, осколкові поранення)[76].
4. Межуєв Денис Валерійович, підполковник, командир 1-го гвардійського мотострілецького полку 2-ї гвардійської мотострілецької дивізії (10 квітня)[77].
5. Нозімов Абубакр Атамжонович, молодший сержант, командир відділення розвідки 3-ї бригади спеціального призначення (12 квітня)[78].

### Червень
1. Красніков Сергій Миколайович, підполковник, слідчий прокуратури Міністерства оборони РФ (3 червня)[79].